# Amata wilemani
Amata wilemani là một loài bướm đêm thuộc phân họ Arctiinae, họ Erebidae.